# ロジャー・ジ・エンジニア
『ロジャー・ジ・エンジニア』（Roger the Engineer）は、イギリスのロックバンド、ヤードバーズのスタジオ・アルバム。プロデューサーはポール・サミュエル・スミスおよびサイモン・ネピア＝ベル。全英20位、全米52位を記録。
本作の正式なタイトルは『Yardbirds』であり、「ロジャー・ジ・エンジニア」というタイトルは本作の表ジャケットのイラストに書かれた一文から採られた通称であったが、いつしかこちらの呼称が一般的になり、現在では正式にこのタイトルで扱われている。旧邦題は『サイケデリックのエース』。

## 解説
本作はヤードバーズにとって2作目のオリジナルアルバムであるが（ベスト盤やライブ盤などを含めると5作目）、スタジオでレコーディングされた新作アルバムとしては最初のアルバムである。ジェフ・ベックがリードギタリストとして在籍していたグループ最盛期の頃の作品であり、彼らのルーツであったブルースの他、インド音楽やグレゴリオ聖歌、トラッド・フォークといった様々な音楽の要素を取り入れた実験的な作風となった。レコーディングは1966年4月から6月にかけて、ロンドンのアドヴィジョン・スタジオにて行われたが、ライブツアーの合間を縫っての作業だったため、実質的な期間は1週間もなかったという。全曲がメンバー5人による共作で、歌詞は主にキース・レルフによるものである。アルバムジャケットのアートワークはクリス・ドレヤ、ライナーノーツはジム・マッカーティがそれぞれ担当。タイトルの由来になった「ロジャー・ジ・エンジニア」とは、本作のレコーディング・エンジニアであるロジャー・キャメロンのことである。尚、本作のリリースを待たずにサミュエル＝スミスがバンドを脱退、ベックもこの年の12月に脱退したため、このラインナップでのアルバムは、本作が唯一となっている。
本作はステレオ／モノラルの2パターンでリリースされた（ステレオ版でも一部の曲は擬似ステレオで収録されている）。アメリカではタイトルを『Over Under Sideways Down』と改題し、「ナッズ・ア・ブルー」と「ラック・マイ・マインド」の2曲をオミットした全10曲でリリースしている。本作からは「オーヴァー・アンダー・サイドウェイズ・ダウン」がシングルカットされ、全英10位、全米13位にランクインしている。
リイシューCDでは、1990年代からステレオ、モノラル両バージョンを併録し、さらにベックとジミー・ペイジのツイン・リード時代に唯一遺したシングル「幻の10年／サイコ・デイジーズ」を追加収録した形でリリースされている。イギリス版ではジャケットが黄色のバージョンが存在する。

## 収録曲
※全曲作詞・作曲はクリス・ドレヤ、ジム・マッカーティ、ジェフ・ベック、キース・レルフおよびポール・サミュエル＝スミス。

※括弧内は旧邦題。
- A面

1. ロスト・ウィメン - Lost Woman 3:16
2. オーヴァー・アンダー・サイドウェイズ・ダウン - Over Under Sideways Down 2:24
3. ナッズ・ア・ブルー（いつも一人ぼっち） - The Nazz Are Blue 3:04
4. アイ・キャント・メイク・ユア・ウェイ（空しい人生） - I Can't Make Your Way 2:26
5. ラック・マイ・マインド（恋の傷あと） - Rack My Mind	3:15
6. フェアウェル - Farewell 1:29

- B面

1. ホット・ハウス・オブ・オマガラーシッド - Hot House of Omagararshid 2:39
2. ジェフズ・ブギー - Jeff's Boogie 2:25
3. ヒーズ・オールウェイズ・ゼア（悲しきさだめ） - He's Always There 2:15
4. ターン・イントゥ・アース（さすらう心） - Turn into Earth 3:06
5. ホワット・ドゥ・ユー・ウォント（君のためなら） - What Do You Want 3:22
6. エヴァー・シンス・ザ・ワールド・ビギャン（愛がなければ） - Ever Since the World Began 2:09

## パーソネル
- キース・レルフ - リードボーカル、ハーモニカ
- ジェフ・ベック - リードギター、リードボーカル（#3）、ベース（#2）
- クリス・ドレヤ - リズムギター、バッキングボーカル、ピアノ、アートワーク
- ポール・サミュエル・スミス - ベース、バッキングボーカル、プロデューサー
- ジム・マッカーティ - ドラムス、パーカッション、バッキングボーカル、ライナーノーツ